# Novosedly (Nemanice)
Novosedly (německy Neubau) jsou samota, část obce Nemanice v okrese Domažlice v Plzeňském kraji. Nachází se asi jeden kilometr severozápadně od Nemanic. Jsou zde evidovány dvě adresy. V roce 2011 zde trvale nikdo nežil.
Novosedly leží v katastrálním území Novosedly u Nemanic o rozloze 5,66 km². V katastrálním území Novosedly u Nemanic leží i Novosedelské Hutě.

## Historie
První písemná zmínka o vesnici pochází z roku 1697.

## Obyvatelstvo
Při sčítání lidu v roce 1921 zde žilo 74 obyvatel, až na jednoho cizozemce všichni německé národnosti. Všichni obyvatelé se hlásili k římskokatolické církvi.
| Rok            | 1869 | 1880 | 1890 | 1900 | 1910 | 1921 | 1930 | 1950 | 1961 | 1970 | 1980 | 1991 | 2001 | 2011 | 2021 |
| -------------- | ---- | ---- | ---- | ---- | ---- | ---- | ---- | ---- | ---- | ---- | ---- | ---- | ---- | ---- | ---- |
| Počet obyvatel | 94   | 82   | 72   | 77   | 82   | 74   | 99   | 5    | 12   | 11   | 10   | 8    | 4    | –    | –    |
| Počet domů     | 11   | 11   | 11   | 11   | 11   | 9    | 17   | 8    | –    | 2    | 2    | 2    | 2    | 2    | 2    |

## Obecní správa
Při sčítání lidu v letech 1850–1952 Novosedly byly osadou obce Mýtnice v okrese Domažlice. Od roku 1953 jsou částí obce Nemanice v okrese Domažlice.

## Galerie

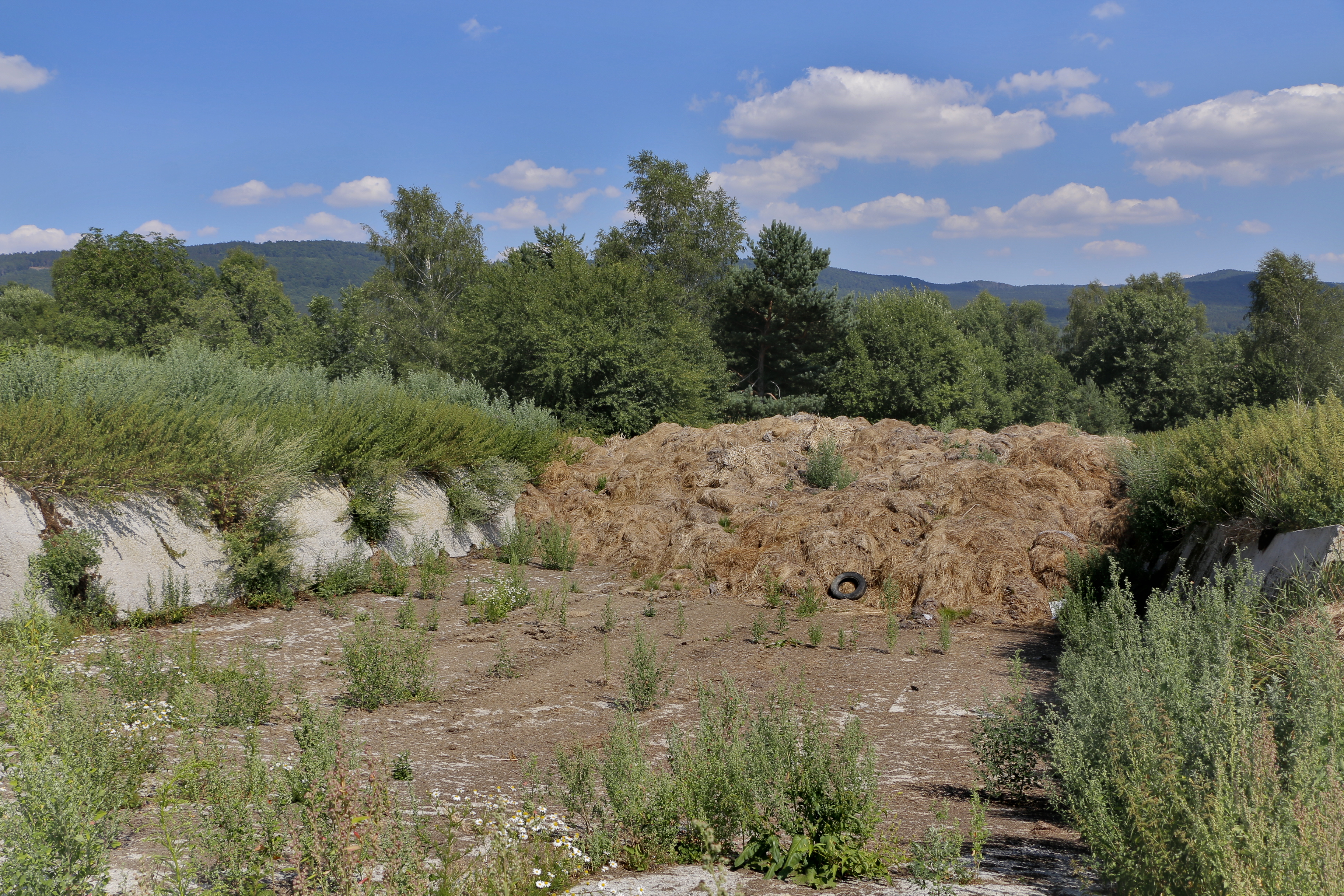
Silážovací jáma
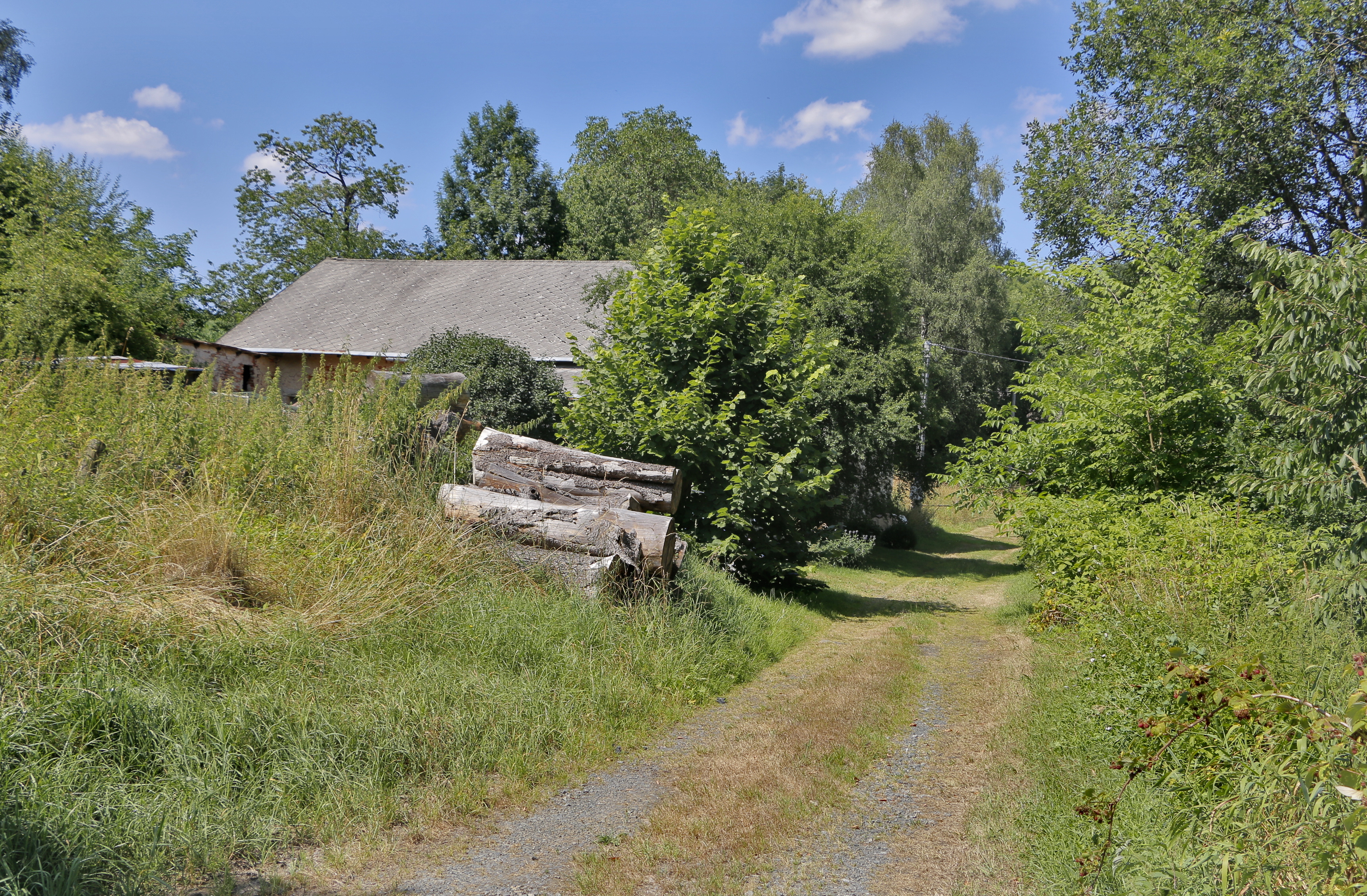
Cesta mezi roztroušenými domky
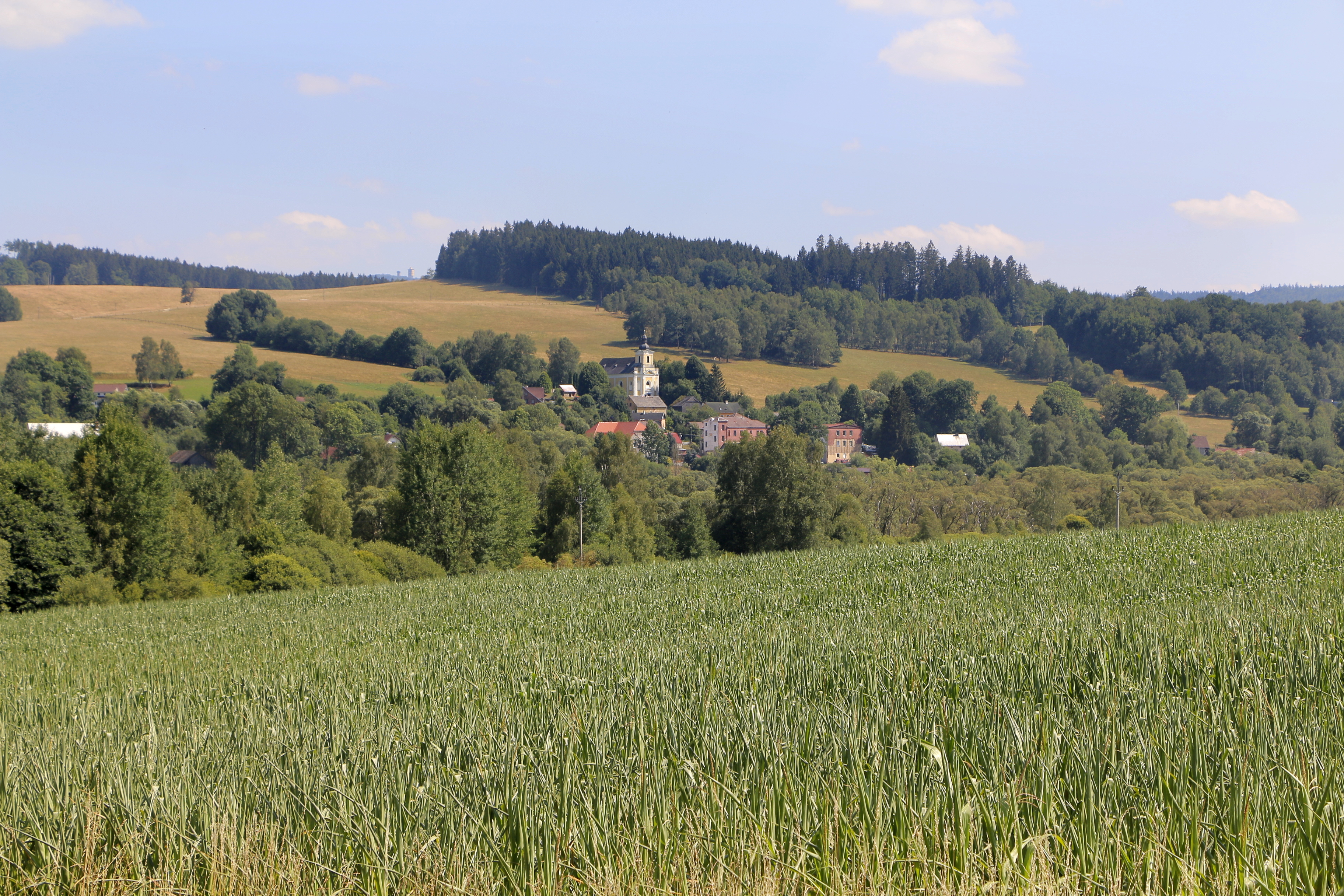
Pole u vsi, v pozadí kostel v Nemanicích